# 飯野晃子
飯野 晃子（いいの あきこ、1979年10月20日 - ）は、日本の農学修士。株式会社プレマ社長。

## 経歴
1979年10月20日、栃木県足利市に生まれる。
1996年、晃子の父、株式会社プレマの前身となる農業生産法人設立。事業家だった父は、地球環境に良い事業をしたいと、化学合成された農薬・肥料を使わない農業を始める。いろいろな野菜を試すが、小松菜がよく出来たことからそれを周年栽培することにする。
1998年、栃木県立足利女子高等学校卒業。2002年3月、津田塾大学学芸学部英語英文学科卒業。同年4月、東京大学大学院農学生命科学研究科農学国際専攻修士課程入学。
学生時代に一人暮らしをはじめたことがきっかけで、日々の食事による健康管理の重要性に気づき、食に興味を持つ。「オーガニック一筋」を公言して憚らない飯野のルーツである。
大学院の研究のためインドを訪ねる。そこで「さまざまな作物を栽培しながら牛や鶏を飼い、自家製肥料まで作っている」農家に会い、「アジアの小規模な農家でも有機農業は可能」と確信する。インドの有機農業について研究し、2004年3月、修士課程修了。
2004年、株式会社ナチュラルハウスに入社。栄養補助食品に関するセクションに配属され、オーガニック原料や伝統製法にこだわったナチュラルでヘルシーな健康食品を開発。マーケティング、プロモーション、社員トレーニングなどの経験を積む。
2006年、脱サラ。各国の食文化と健康食理論を研究、「ヒーリングフード」として体系化。「心と体を癒す食事・ヒーリングフード」をコンセプトに、健康と美容に導く食事の研究に従事。その知識・技術の普及のため、国内外で講演やセミナー・イベントを開催。執筆や教育ソフト作成などを行なう。
2010年頃、父の設立した農業生産法人に役員として関与。
2013年6月、一般社団法人日本ヒーリングフード協会を設立。2014年6月、仕事上の名前を須永晃子（旧姓）から飯野晃子に変更。
2015年6月、有限会社プレマ取締役社長。社名はヒンディー語で「博愛」を意味する。2015年9月、株式会社プレマに組織変更。同社長。11ヘクタールの農場で小松菜を栽培。土壌のためには輪作したほうが良いのでホウレンソウ、パクチー、トウモロコシも栽培する。
2019年現在、夫の仕事の都合で週の半分を前橋で、半分を東京で暮らす。

## 人物
趣味はジャズとコーヒー、茶道。
二児の母。